# Verner Andersson
Paul Verner Andersson (i riksdagen kallad Andersson i Köpinge), född 5 december 1887 i Laholm, Hallands län, död 10 januari 1970 i Halmstad (kyrkobokförd i Laholm), Hallands län var en svensk politiker (bondeförbundet).
Verner Andersson satt i riksdagens första kammare 1935-1944. Hans aktivitet i riksdagen berörde mest jordbruks- och landsbygdsfrågor. Han satt även i Hallands läns landsting 1931-34 samt var ordförande för Laholms landsförsamlings kommunfullmäktige 1928-1954. Han var engagerad i föreningar med anknytning till jordbruket.